# Mita (nome)
Mita  è un nome proprio di persona italiano femminile.

## Varianti
- Femminili: Mite[1][2][3]
- Maschili: Mito[3]

## Origine e diffusione
Si tratta di una forma sincopata di altri nomi, soprattutto di Margherita ma anche di vari composti di Maria come Maria Rita e Maria Anita; la forma "Mite" può, in alternativa, richiamare anche la mitezza d'animo.
In Italia è accentrato per circa metà della Toscana, e per il resto disperso nel Settentrione.

## Onomastico
Non ci sono santi con questo nome, è perciò adespota. L'onomastico può cadere il 1º novembre, giorno di Ognissanti. 

## Persone

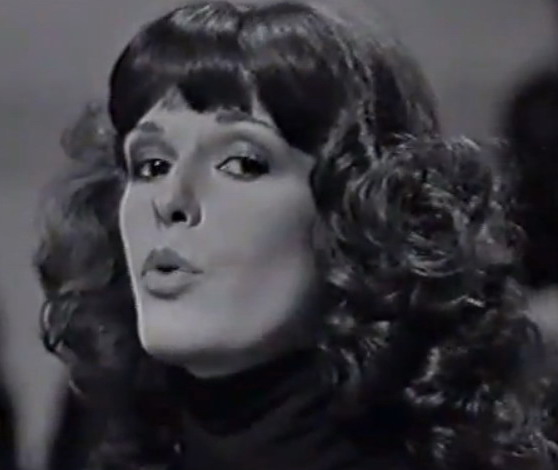
Mita Medici a Canzonissima nel 1973

- Mita Medici, cantante italiana

## Il nome nelle arti
- Mita è un personaggio del fumetto italiano Kylion.